# 장재현
장재현(張宰賢, 1981년 ~ )은 대한민국의 영화 감독이자 각본가이다. 성균관대학교를 졸업했다. 2012년 블록버스터 드라마 광해, 왕이 된 남자의 조감독을 맡았다.

## 영화
- 2009년 영화 《인도에서 온 말리》 ... 감독 & 조연 - 버스 승객 2 역 & 각본
- 2009년 영화 《외출》 ... 프로듀서
- 2010년 영화 《버스》 ... 각본 & 감독
- 2011년 영화 《특수본》 ... 연출부
- 2012년 영화 《광해, 왕이 된 남자》 ... 연출부
- 2014년 영화 《12번째 보조사제》 ... 감독
- 2015년 영화 《검은 사제들》 ... 각본 & 감독
- 2017년 영화 《시간위의 집》 ... 각본
- 2019년 영화 《사바하》 ... 각본 & 감독
- 2024년 영화 《파묘》... 각본 & 감독
- 2025년 영화 《소주전쟁》... 특별출연 - 기자 역

## 수상
- 전주국제영화제 (12th Assistant Deacon)
- 2016년 제16회 디렉터스 컷 시상식 올해의 신인감독상 (검은 사제들)
- 2024년 제60회 백상예술대상 영화부문 감독상 (파묘)
- 2024년 제33회 부일영화상 유현목 영화예술상
- 2024년 제15회 대한민국 대중문화예술상 국무총리 표창
- 2024년 제57회 시체스국제판타스틱영화제 오피셜 판타스틱 심사위원특별상 (파묘)
- 2024년 제29회 소비자의 날 시상식 관객이 뽑은 올해의 영화 (파묘)
- 2024년 제45회 청룡영화상 감독상 (파묘)
- 2024년 제11회 한국영화제작가협회상 각본상 (파묘)
- 2024년 씨네21 영화상 올해의 감독 (파묘)
- 2025년 제23회 디렉터스 컷 시상식 올해의 감독상 (파묘)
- 2025년 제23회 디렉터스 컷 시상식 올해의 각본상 (파묘)